# Jacques Ancel
Jacques Ancel (22 de julho de 1879 — 1942) foi um geógrafo e geopolítico francês. Ele foi autor de vários livros, incluindo Peoples and Nations of Balkans: political geography (1926) e Geopolitics (1936).